# 蓬郷巌
蓬郷 巌（ほうごう いわお、1913年 - 1998年）は、岡山県津山市河辺出身の官吏、郷土史家。

## 来歴
1913年岡山県で生まれる。本籍地は、津山市河辺である。1930年、金川中学校（現・金川高校）卒業後、岡山県職員となる。
以後、警察官、兵隊、県広報主幹、県民課長などを歴任し、1969年、退職。
1969年から、県政史、県議会史の編纂を嘱託され、その後、岡山県郷土史に関する数多くの著書を出版する。
また、岡山市半田町に在住し、半田町元町町内会の初代会長を務めた。
1998年死去。

## 著書
- 『岡山県庁ものがたり』 日本文教出版、1963年。
- 『美作国分寺』 田中孝円、1971年。
- 『岡山のすがた 昔と今』 日本文教出版、1973年。
- 『岡山県の高瀬川』（河川 321 掲載） 日本河川協会、1973年。
- 『岡山の県政史』（岡山文庫 69） 日本文教出版、1976年。
- 『岡山の奇人変人』（岡山文庫 74） 日本文教出版、1977年。
- 『岡山の風俗』（岡山文庫 78） 日本文教出版、1977年。
- 『岡山県議会ものがたり』 日本文教出版、1978年。
- 『写真集明治大正昭和岡山』（ふるさとの想い出15） 国書刊行会、1978年。
- 『岡山東照宮祭礼行列図』 日本文教出版、1983年。
- 『岡山の狂歌』（岡山文庫 109） 日本文教出版、1984年。
- 『農業土木を支えてきた人々 児島湾干拓 藤田伝三郎の業績』（農業土木学会誌 53 掲載） 農業農村工学会、1985年。
- 『目でみる岡山の大正』（岡山文庫 124） 日本文教出版、1986年。
- 『目でみる岡山の昭和 1』（岡山文庫 128） 日本文教出版、1987年。 ISBN 9784821251285
- 『目でみる岡山の昭和 2』（岡山文庫 131） 日本文教出版、1988年。
- 『岡山の彫像』（岡山文庫 138） 日本文教出版、1989年。 ISBN 4821251388
- 『岡山の災害』（岡山文庫 142） 日本文教出版、1989年。 ISBN 4821251426
- 『岡山県警察ものがたり』 日本文教出版、1995年。
- 『岡山の乗り物』（岡山文庫 142） 日本文教出版、1998年。 ISBN 4821251949